# Municipio de Zontecomatlán de López y Fuentes
Zontecomatlán de López y Fuentes es un municipio mexicano ubicado en la zona norte del Estado de Veracruz, en la región llamada la Huasteca Baja, entre las coordenadas 20°46” latitud norte y 98°20” longitud oeste, y cuenta con una altura de 500 m s. n. m., según el censo de población del 2010 lo habitan 13.866 personas, es un municipio categorizado como semiurbano. Su cabecera es la localidad de Zontecomatlán de López y Fuentes. El municipio fue nombrado en honor al escritor Gregorio López y Fuentes.

## Toponimia
Del Náhuatl "zon-tecoma-tlán" que puede significar “Lugar donde hay calabazas” o “Lugar de cabezas”, de López y Fuentes en honor al  escritor nacido en este municipio.

## Clima
Zontecomatlán tiene un clima Semicálido húmedo con lluvias todo el año, templado húmedo con lluvias todo el año y cálido húmedo con lluvias todo el año, con temperaturas que fluctúan entre los 16 y 24 °C y una precipitación anual de entre 2 400 y 2 600 mm. está rodeado por dos ríos que alimentan su vegetación típica de la huasteca.

## Festividades
El municipio de Zontecomatlán celebra su tradicional fiesta en honor a San Isidro labrador de Asís el 4 de octubre y el 3 de mayo el día de la Santa Cruz, también celebran el 1 de noviembre, día de Todos Santos con ofrendas y el 12 de diciembre el día de la Virgen de Guadalupe.

## Límites
- Norte: Ilamatlán, estado de Hidalgo y Benito Juárez.
- Sur: Tlachichilco, Texcatepec y Huayacocotla.
- Este:  Benito Juárez y Tlachichilco.
- Oeste: Huayacocotla, estado de Hidalgo y Ilamatlán